# Just Want to See You Smile
Just Want to See You Smile (chino simplificado: 想看你微笑, también conocida como Sm:)e), es una serie de televisión china transmitida del 29 de mayo del 2018 hasta el 6 de julio del 2018 por Youku.

## Sinopsis
Shu Zhan es una popular superestrella, sin embargo, la gente no sabe que tiene un síndrome que le hace temer el contacto de la piel con las personas. Sin embargo todo cambia cuando conoce a la encantadora Ji Xiao Xing.

## Reparto

### Personajes principales
| Actor      | Personaje    | N.º de episodios | Notas |
| ---------- | ------------ | ---------------- | --- |
| Li Wenhan  | Shi Shu Zhan | 24               | Es una famosa estrella idol que tiene un síndrome que le hace temer el contacto de la piel con las personas, luego de estar en un accidente, sin embargo todo cambia cuando conoce y se enamora de Ji Xiao Xing.                                                      |
| Du Yu Chen | Ji Xiao Xing | 24               | Es una joven actriz que sólo obtiene papeles pequeños debido a su fobia por estar frente a mucha gente. Xiao Xing es la única persona que Shu Zhan deja que lo toque. Cuando Xiao Xing se convierte en su asistente personal poco a poco comienza a enamorarse de él. |

### Personajes secundarios
| Actor         | Personaje    | N.º de episodios | Notas |
| ------------- | ------------ | ---------------- | --- |
| Daphne Low    | Du Ruo       | 24               | Es una asistente de director y la mejor amiga y compañera de casa de Xiao Xing. |
| Lin Shi Jie   | Ye Ling      | -                | Es un director y amigo de Xin Yuanling. Aunque al inicio se pelea constantemente con Du Ruo poco a poco comienza a enamorarse de ella y finalmente se casan. |
| Zhang Sha Sha | Jiang Ye     | 24               | Es la mánager de Shu Zhan y Shen Xun, a quienes considera su familia. Es una de las pocas personas además de Xiao Xing y Shen Xun que saben sobre la condición de Shu Zhan. |
| Huang Xin Yao | Du Nian      | -                | Es una ambiciosa estrella en ascenso y la hermana de Du Ruo. Du Nian es una de las amigas y compañeras de casa de Xiao Xing, sin embargo cuando comienza a sentir que está quedando en segundo plano comienza a sentir celos de ella, sin embargo pronto se da cuenta de que sus acciones no son las correctas y se disculpa con Xiao Xing. Está enamorada de An Ge. |
| Lin Xiao      | An Ge        | -                | Es un joven nuevo actor, con un ego grande. Al inicio se siente atraído por Xiao Xing, por lo que constantemente se encuentra peleando con Shu Zhan, sin embargo cuando se da cuenta de que ella está enamorada de Shu Zhan, se da por vencido. Poco a poco se comienzan a enamorar de Du Nian, aunque no lo acepta.                                                 |
| Zhao Duona    | Shen Xun     | 24               | Es una famosa actriz, aunque es conocida por sus actitudes de diva, en realidad es una persona cálida y amorosa. Es una de las mejores amigas de Shu Zhan, a quien considera como un hermano menor. Está enamorada de Yuanling, sin embargo él no le corresponde. |
| Hou Jun Cheng | Xin Yuanling | -                | Es un hombre frío que utiliza todo tipo de artimañas para obtener lo que quiere. Está enamorado de Xiao Xing, sin embargo ella no le corresponde. |

### Otros personajes
| Actor         | Personaje     | N.º de episodios | Notas                          |
| ------------- | ------------- | ---------------- | ------------------------------ |
| Fu Jun        | Ji Hang Zhi   | -                |                                |
| Wang Hai Di   | Shu Wang Zhi  | -                |                                |
| Jiang Hong    | Song Huai Xin | -                |                                |
| Li Zhi Fan    | Chen Li       | -                |                                |
| Li Xin Ze     | Fang Li       | -                | Es el asistente del Señor Qin. |
| Wang Ting Hui | Yan Li        | -                | Es un director.                |
| Qi Han        | Ling Zhen He  | -                |                                |

## Episodios
La serie estuvo conformada por 24 episodios. 
Los episodios fueron emitidos a través de Youku todos los martes a viernes a las 20:00 (1 episodio) y para los VIP todos los martes (6 episodios).

## Producción
La serie fue dirigida por Cai Cong y escrita por Zǐ Yu Er.